# Rtveli
Rtveli (gruz. რთველი ) je tradicionalni praznik berbe i žetve u Gruziji, popraćen raznim proslavama, glazbenim i inim događajima. Praznik nije vezan ni za jedan datum, već ovisi o datumu berbe grožđa u određenim dijelovima zemlje. Taj se događaj obično događa krajem rujna u istočnoj Gruziji i sredinom listopada u zapadnoj Gruziji. U hladnijoj regiji Rača-Lečhumi praznik započinje ranije, a u Kahetiji, gotovo prije samih mrazeva. Što je ljeto toplije i suše, berba počinje ranije. Tako je, na primjer, nakon vrućeg ljeta 2010. godine, berba grožđa u Gruziji započela dva tjedna ranije nego obično. U Gruziji, gdje vino ima ikonski značaj, tradicija rtveli datira iz davnina, a korijene vuče u blagdanskoj obilnosti i raznolikosti sredinom jeseni. Obično traje nekoliko dana. Ljudi počinju raditi u ranim jutarnjim satima, a dan završavaju gozbom u pratnji narodnih pjesama sa starinskom tematikom.

## Dnevne aktivnosti
Danju se cijela obitelj zajedno s prijateljima i susjedima okuplja u vinogradu i započinje berbu. Radi se ili golim rukama ili posebnim škarama. Sve posude vezane uz sakupljanje grožđa i pripremu vina oprane su i očišćene vrlo temeljito i pažljivo. Koriste se razne posude i instrumenti: 
- godori - izdužena košara, tkana od drenovih grančica, za berbu grožđa
- sacneheli - drveno korito za miješanje grožđa. Obično se vrši nogama, obuvenim u gumene čizme. Posuda ima poseban otvor kroz koji se cijeđeni sok ulije u glinenu posudu kvevri.
- Kvevri - glinena posuda u kojoj se fermentira vino .
- Marani - podrum, u kojem su zakopane glinene posude radi boljeg vrenja.

Grožđe se ne koristi samo za proizvodnju vina. Od dobivene rakije od komine pravi se čača, a od sokova poslastice - pelamuši i čurčhela.

## Večernje aktivnosti
Općenito je prihvaćeno da se svečane večeri provode u izobilju hrane i pića. Poslužuju se velike količine gruzijskih delicija - šašlik, hinkali, sacivi, lobio, hačapuri, popraćeni obiljem voća i povrća i nezaobilaznom čurčhelom. Količina i raznolikost poslužene hrane i pića ne samo da simbolizira bogatu žetvu, već su i znak bogate i uspješne godine. Prema tradiciji, što je više gostiju, to je sretnija godina. Kuša se mlado vino, dižu se zdravice - prva od domaćina - i obično se posvećuje domovini, gozbi, grožđu, novom vinu. To se ponavlja svake večeri za vrijeme praznika.